# Andrei Ciovică
Andrei Ciovică (n. 1870, Ocna Sibiului – d. secolul al XX-lea) a fost învățător și deputat în Marea Adunare Națională de la Alba Iulia, organismul legislativ reprezentativ al „tuturor românilor din Transilvania, Banat și Țara Ungurească”, cel care a adoptat hotărârea privind Unirea Transilvaniei cu România, la 1 decembrie 1918.

## Biografie
Andrei Ciovică a studiat pedagogia la Sibiu și a devenit învățător.

## Activitate politică

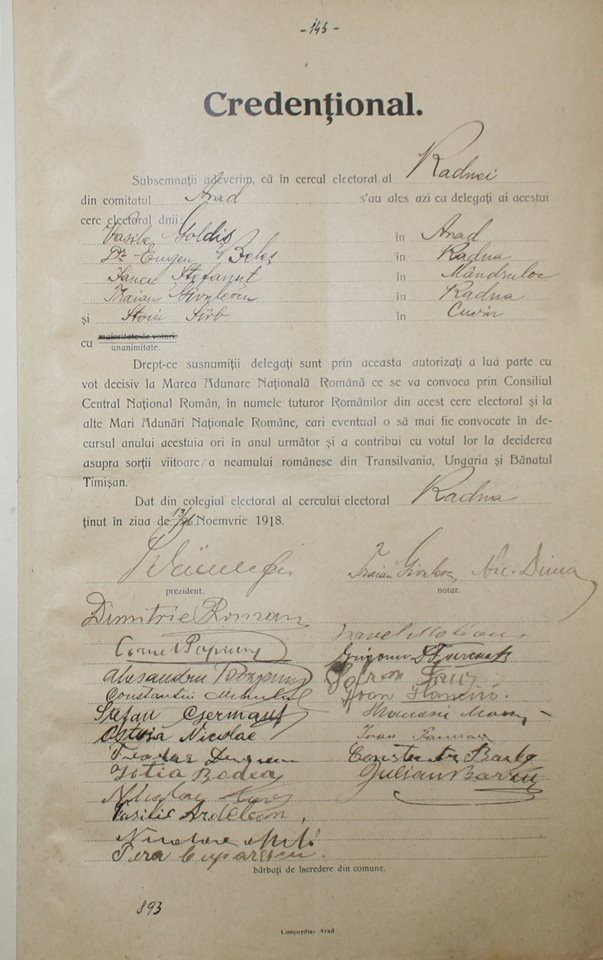
Credențional

Andrei Ciovică a participat la Marea Adunare Națională de la Alba Iulia din 1918 în calitate de delegat al Reuniunii Învățătorilor din Districtul Dobra.